# Pine Bluff
Pine Bluff es una ciudad ubicada en el condado de Jefferson en el estado estadounidense de Arkansas. En el Censo de 2010 tenía una población de 49.083 habitantes y una densidad poblacional de 406,67 personas por km².

## Geografía

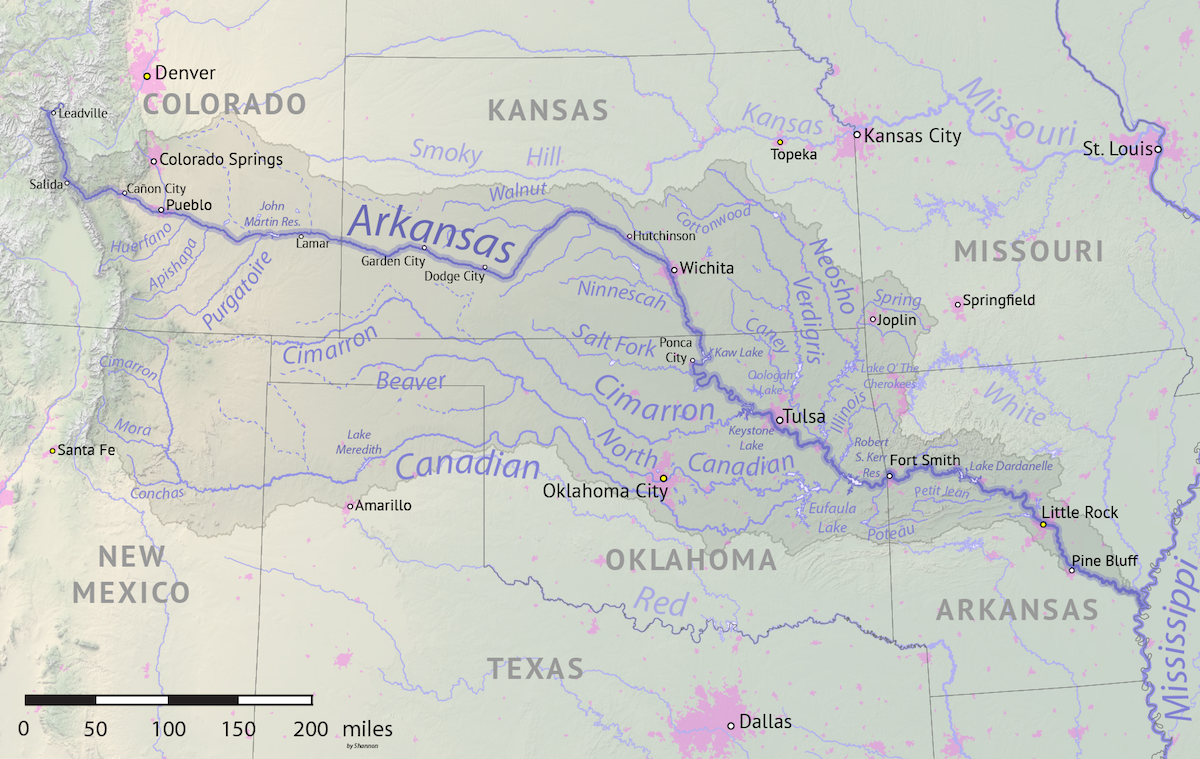
Mapa del río Arkansas en el que aparece —en su curso bajo— Pine Bluff.

Pine Bluff se encuentra ubicada en las coordenadas 34°12′42″N 92°1′3″O / 34.21167, -92.01750, sobre el curso bajo del río Arkansas, cerca de su desembocadura en el río Misisipi. Según la Oficina del Censo de los Estados Unidos, Pine Bluff tiene una superficie total de 120.7 km², de la cual 115,45 km² corresponden a tierra firme y (4,35%) 5,24 km² es agua. 

## Demografía
Según el censo de 2010, había 49083 personas residiendo en Pine Bluff. La densidad de población era de 406,67 hab./km². De los 49083 habitantes, Pine Bluff estaba compuesto por el 21.8% blancos, el 75.55% eran afroamericanos, el 0.18% eran amerindios, el 0.63% eran asiáticos, el 0.01% eran isleños del Pacífico, el 0.68% eran de otras razas y el 1.15% pertenecían a dos o más razas. Del total de la población el 1.45% eran hispanos o latinos de cualquier raza.